# C.S. Veritas

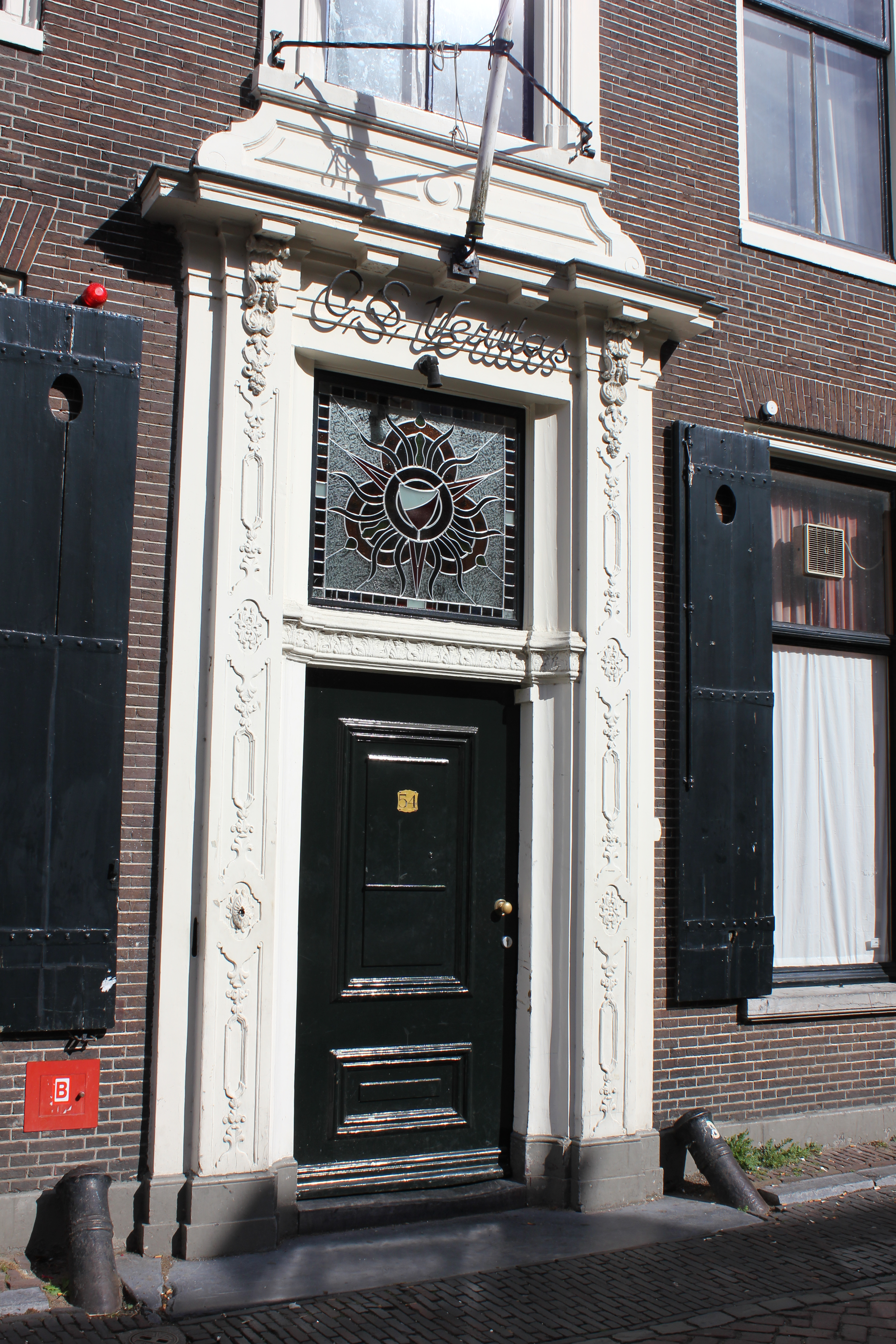
Ingang van de Kromme Nieuwegracht 54

Collegium Studiosorum Veritas  is een algemene studentenvereniging in Utrecht. De vereniging heeft ruim 1800 leden en organiseert elk jaar diverse activiteiten waaronder een gala en een hockeytoernooi. Door sommigen wordt de vereniging ook wel Veri, de Verein, of het Collegium genoemd. De zinspreuk van Veritas luidt Deus Scientiarum Dominus, ofwel God, heer der wetenschappen.

## Geschiedenis
De vereniging is van oorsprong een subvereniging van het Utrechtsch Studenten Corps (USC), opgericht in 1889 als leesgezelschap voor Rooms-katholieke studenten. In 1891 nam het gezelschap de naam Katholieke Studentenvereniging Veritas aan. Later  maakte de vereniging zich los van het USC en ontwikkelde zich tot de grootste studentenvereniging van Utrecht.
In de beginjaren werd Veritas geleid door jhr. mr. Jan Bosch van Oud Amelisweerd, die acht jaar praeses was. Als eerste van Utrecht stond de vereniging ook vrouwen toe. In 1904 werd besloten dat ook vrouwen toe mochten treden, en in 1906 werden de eerste vrouwen dan ook daadwerkelijk geïnstalleerd bij Veritas.
In de jaren 40 tot 60 bestond Veritas uit een conglomeraat van sociëteiten, een Meisjeskring waarin de vrouwelijke leden bijeenkwamen, en talloze onderafdelingen. Men kende culturele onderafdelingen voor onder meer toneel en muziek, sportverenigingen voor onder meer roeien, zeilen en voetbal, en er waren gezelschappen Camera Obscura met een eigen doka in de kelder van de sociëteit.

## Locatie
De sociëteit van Veritas heeft meerdere locaties gehad, waaronder het Haagsche Koffiehuis (op de plek waar zich later warenhuis C&A vestigde).
In de jaren zestig en begin jaren zeventig waren naast de locatie aan de Kromme Nieuwegracht nog drie werfkelders in gebruik als ongemengde sociëteiten voor de mannen: "Eigen Huis" (onder Oudegracht 265), "Polypous" (onder Nieuwe Gracht 39) voor de "heren" en "Kadmos" (onder Oudegracht 31) voor de ietwat alternatieve leden.
De vereniging bezit sinds 1934 een pand aan de Kromme Nieuwegracht (sociëteit "Eigen Huis"). De sociëteit bestaat uit een nieuw en een oud gedeelte. Het oude gedeelte, 't Voorhuys, is een statig grachtenpand waar men tot 23:00 eet, borrelt en vergadert. Het nieuwe gedeelte van de sociëteit is een later aangebouwde geluidsdichte constructie waar men tot in de late uurtjes kan door borrelen en feesten zonder dat omwonenden daar last van hebben. De sociëteit van Veritas bestaat uit een aantal ruimtes met hun eigen functies en namen.
In 2000/2001 heeft er in het Eigen Huis een grootscheepse verbouwing plaatsgevonden, die voor een belangrijk deel door reünisten werd gefinancierd. Dit heeft geresulteerd in o.a. een nieuwe feestzaal, een ander, groter Tref en een modern eetcafé/bistro.

## Interne organisatie
Veritas bestaat uit vier rechtspersonen:
- Drie stichtingen: de SVB (Stichting Veritas Beheer), de SSV (Stichting Studiefonds Veritas) en de SVEH (Stichting Veritas Eigen Huis)
- De eigenlijke vereniging: C.S.V. (Collegium Studiosorum Veritas)

Daarnaast zijn de reünisten verenigd in de RVV (Reünisten Vereniging Veritas)
Verschillende commissies dragen zorg voor de overkoepelende verenigingsactiviteiten, zoals de keukencommissie, de tapcommissie en een commissie die verantwoordelijk is voor het uitbrengen van de tijdschriften Vox Veritatis voor de leden van CSV en de Reünisten Vox voor de leden van de Reünisten Vereniging. Daarnaast heeft de vereniging verschillende onderverenigingen naar interessegebied, zoals Camera Musica, Kromme Nieuwe Scène, Tromp (zeilvereniging) en V.H.C. Pias (hockey).

## Varia
In 2014 schreef historicus Cees Willemsen het boek "'Aeterna Veritas'. Studentenvereniging Veritas tussen Rome en Utrecht, 1889-2014" ter ere van het 125-jarig bestaan van de vereniging. Het boek werd in 2018 uitgebracht door de Stichting Wetenschappelijk Onderzoek Studentenverenigingen.

## Bekende oud-leden
- Gerlach Cerfontaine - algemeen directeur Schiphol Group
- Marcel van Dam - politicus en televisiemaker
- Mike van Diem - regisseur, scenarioschrijver en Oscarwinnaar
- Alex van Galen - schrijver en scenarioschrijver
- Charles Groenhuijsen - ex-NOS-correspondent
- Bas Haring - filosoof, schrijver en hoogleraar
- Jan van Hooff - primatoloog, oud-hoogleraar biologie UU
- Joost Hulsenbek - jurist, oud-procureur-generaal
- Marga Klompé - eerste vrouwelijke minister in Nederland
- Hilde Kuiper - televisiepresentatrice
- Pieter van Maaren - burgemeester van Urk
- Ruud van Megen - toneel- en scenarioschrijver
- Chazia Mourali - televisiepresentatrice
- Egbert Myjer - oud-rechter bij het Europees Hof voor de Rechten van de Mens
- Cécile Narinx - hoofdredactrice van de Nederlandse Elle
- Timur Perlin - diskjockey en radiopresentator
- Jan de Quay - minister-president van Nederland
- Daniel Ropers - algemeen directeur Springer Nature[4]
- Paul Schnabel - oud-directeur Sociaal Cultureel Planbureau, universiteitshoogleraar UU
- Hans Sondaal - oud-directeur-generaal BuZa, oud-ambassadeur
- Chriet Titulaer - sterrenkundige en televisiemaker
- Ben ter Veer- psycholoog, polemoloog, oud-voorzitter van het IKV
- Jan Veldhuis - oud-dg O&W tvs IGO; oud-voorzitter college van bestuur UU (1986 - 2003)
- Mei Li Vos - politicus en voormalig vakbondsleider
- Kees Verhoeven - politicus en voormalig directeur MKB Amsterdam
- Judith Tielen - Tweede Kamer-lid voor de VVD
- Niek Pas - historicus en schrijver
- Xander van der Wulp - politiek verslaggever
- Tim de Wit - journalist
- Sjoerd van Ramhorst - journalist